# هپی (آرکانزاس)
هپی (به انگلیسی: Happy) یک منطقهٔ مسکونی در ایالات متحده آمریکا است که در شهرستان وایت، آرکانزاس واقع شده‌است. هپی ۶۶٫۱۴ متر بالاتر از سطح دریا واقع شده‌است.